# Gerhard Steidl

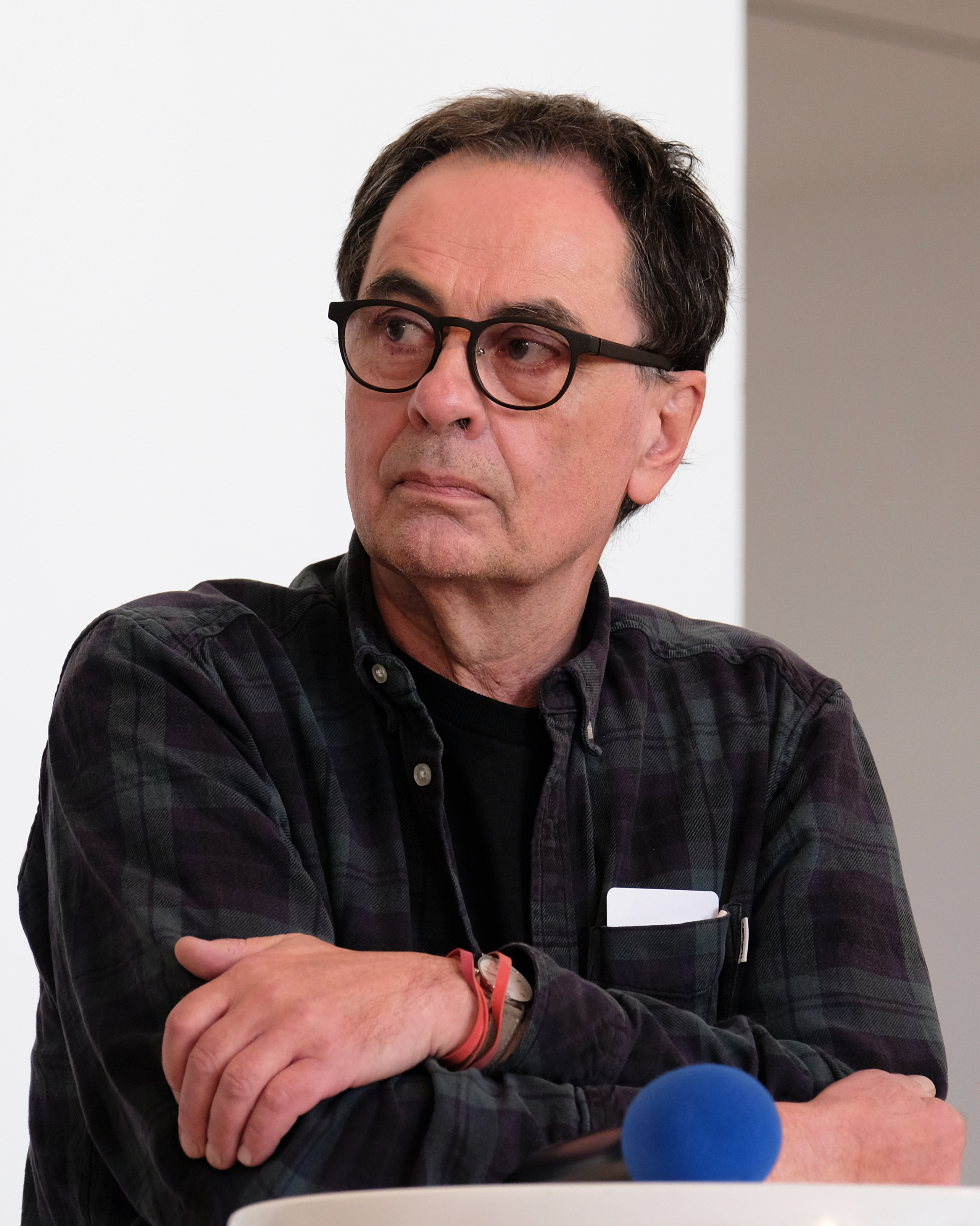
Gerhard Steidl (2022)

Gerhard Steidl (* 22. November 1950 in Göttingen) ist ein deutscher Verleger, Eigentümer und Geschäftsführer des Steidl Verlags.

## Leben
Der in Göttingen aufgewachsene Steidl legte mit 17 Jahren das Abitur ab. Bereits 1968 gründete er seinen eigenen Verlag. Er richtete in seiner Heimatstadt eine Siebdruck-Werkstatt für Druckgrafik und Plakate ein. Seit 1970 kooperierte er mit dem damals als Plakatkünstler aktiven Klaus Staeck. Von 1972 bis zu dessen Tod 1986 hat er einen großen Teil des seriellen Werks (Druckgrafik, Multiples) von Joseph Beuys hergestellt. Der Reiz, mit unkonventionellen Materialien und Techniken zu arbeiten, um daraus Bücher und Grafiken abseits des Massenkonsums zu schaffen, kennzeichnet bis heute seine Verlegerpraxis.
1974 wurde Steidl als Siebdruck-Meister in die Handwerksrolle eingetragen. Bis heute werden alle Bücher des Steidl Verlags in der hauseigenen Druckerei gedruckt. Steidl gilt dabei als Verfechter höchster Qualitätsstandards, sowohl im Hinblick auf die eingesetzten Materialien als auch im Hinblick auf die Druckqualität. Seit Mitte der 1980er Jahre erscheinen die Bücher des ihm freundschaftlich verbundenen Günter Grass im Steidl Verlag. Seit 1993 hält Steidl die weltweiten Rechte am Werk des Nobelpreisträgers. 1993 begann eine enge Zusammenarbeit mit Karl Lagerfeld. Diese führte im Jahr 2000 zur Gründung des gemeinsamen Imprint-Verlags „Edition 7L“. Dort erschienen bis einschließlich 2005 rund 40 Buch-Publikationen. 2010 gründeten Gerhard Steidl und Karl Lagerfeld den Imprint-Verlag L.S.D. (Lagerfeld. Steidl. Druckerei.) mit Karl Lagerfeld als Programmchef. 2006 bezeichnete Lagerfeld Steidl als „besten Drucker der Welt.“ Darüber hinaus brachte das Duo in Zusammenarbeit mit dem Parfümeur Geza Schön ein nach Büchern duftendes Parfum namens Paper Passion auf den Markt. Steidl druckt die Werbematerialien, Kataloge, Flyer und Einladungen zu Haute-Couture-Shows für CHANEL.
1996 entschied sich Steidl, seine Leidenschaft für die Kunst der Fotografie in einem eigenen Fotobuch-Programm mit von Anfang an internationaler Ausrichtung umzusetzen. Unter Steidls Führung wird mit dem Anspruch einer Manufaktur gearbeitet. Jedes einzelne Buch soll „Buchkunst“ sein. Diese Haltung mit ihrem unbedingten Beharren auf hoher handwerklicher Qualität hat ihm internationale Kundschaft aus Künstlerkreisen eingetragen. „The world’s most distinguished printing and publishing company“ – so bezeichnete die Kunstzeitschrift ArtReview Steidls verlegerisches Lebenswerk.
Das Filmfestival Leipzig eröffnete am 20. Oktober 2010 mit einem Porträt des obsessiven Büchermachers Gerhard Steidl. Die beiden Münchner Dokumentaristen Gereon Wetzel und Jörg Adolph legten mit der Uraufführung von How to Make a Book With Steidl eine 90-minütige Studie über die Lebenspraxis dieses verlagskonzernfernen deutschen Verlegers vor. Über ein Jahr hinweg hatten die Dokumentarfilmer Steidl beim Entscheiden und Kommunizieren in Göttingen und bei Ausstellungs- und Atelierbesuchen bei Fotokünstlern aus der ganzen westlichen Welt filmisch begleitet.
Im Frühjahr 2015 eröffnete in einem aus dem 15. Jahrhundert stammenden Fachwerkhaus das Göttinger Günter Grass-Archiv. Der Steidl-Verlag verfüge über gute Kontakte zu Museen, Galerien und Künstlern, sagte die Verlags-Pressesprecherin. Deshalb gebe es gute Chancen, international erstklassige Kunst in Göttingen zu präsentierten. Gerhard Steidl selbst besitze eine umfassende Sammlung von Werken von Joseph Beuys, Klaus Staeck oder Marcel Broodthaers, die dort ebenfalls gezeigt werden sollen.
Im Oktober 2015 gestaltete Steidl als Gast-Chefredakteur – in Zusammenarbeit mit Nan Goldin, Robert Polidori und Juergen Teller – eine 76-seitige Literatursonderausgabe des ZEITmagazins zur Frankfurter Buchmesse.
Im Jahr 2020 erhielt Steidl den Gutenberg-Preis der Internationalen Gutenberg-Gesellschaft und der Stadt Mainz. Aus diesem Anlass widmete das Gutenberg-Museum ihm und seinem Lieblingsbuchstaben die Ausstellung Mein Lieblingsbuchstabe ist das Q. Gerhard Steidl (vom 10. Oktober bis zum 29. November 2020). Für seine Leistungen für die Fotografie erhielt er als erster Nicht-Fotograf 2020 einen Sony World Photography Award.
Im Frühjahr 2021 eröffnete nach mehrjähriger Planungs- und zweijähriger Bauphase das Kunsthaus Göttingen, dessen Initiator und Gründungsdirektor Gerhard Steidl ist.
Am 23. August 2021 wurde Gerhard Steidl mit dem Großen Verdienstkreuz des Landes Niedersachsen ausgezeichnet. 2021 erhielt er ein undotiertes Gütesiegel des „Deutschen Verlagspreises“ und den „Photographic Publishing Award“ der Royal Photographic Society in Bristol.

## Veröffentlichungen
- Gerhard Steidl, Günter Grass: Stockholm. Der Literaturnobelpreis für Günter Grass. Steidl, Göttingen 2000, ISBN 978-3-88243-741-6.
- Gerhard Steidl, Klaus Staeck: Beuys Book. Steidl, Göttingen 2007, ISBN 978-3-86521-914-5.